# Skogskyrkogården
Skogskyrkogården (Skovkirkegården) er en modernistisk kirkegård i Stockholm Kirkegården er tegnet af Erik Gunnar Asplund og Sigurd Lewerentz 1920-1940 og udnævnt til verdensarvsmonument af UNESCO.

## Kendte personer begravet på Skogskyrkogården
- Erik Gunnar Asplund
- Birgit Cullberg
- Leander Engström
- Gertrud Fridh
- Greta Garbo
- Nils Grevillius
- Olle Hellbom
- Zeth Höglund
- Eyvind Johnson
- Ivar Lo-Johansson
- Torsten Ralf
- Gunnar Wiklund
- Tim Bergling
- Maria Sandel